# Anton Verheij
Anton Verheij   (Rotterdam, 2 de febrer de 1871 - Rotterdam, 12 de febrer de 1924) va ser un director d'orquestra, compositor, professor, organista i pianista neerlandès.
El director i compositor neerlandès Eduard Flipse va completar la seva formació de piano amb ell, el músic Gerard Bunk va ser format per Verheij com a pianista al Conservatori de Rotterdam. Amb dos artistes cantants, la soprano Aaltje Noordewier-Reddingius d'Hilversum i l'alt Pauline de Haan-Manifarges de Rotterdam, va formar una trinitat molt unida.
Els primers anys del període d'entreguerres, Verheij va dirigir el departament de Rotterdam del "Maatschappij tot Bevordering der Toonkunst". I en els anys posteriors es va associar amb el departament de l'Haia. A finals dels anys vint, la gent estava orgullosa d'informar que Verheij havia portat el desconegut tresor de la música russa al Maasstad.
El 1894 va succeir Brandts Buys com a director del "Rotte's Mannenkoor". Ho va fer tan bé que més tard va ser nomenat director honorari d'aquest cor. Cap al 1896 va donar suport al professor de cant Branco van Dantzig en el seu treball amb infants amb dificultats de parla.
Un gran nombre de personatges coneguts del món musical holandès i de l'Església Catòlica Antiga a la qual pertanyia van estar presents a la seva incineració.

## Curiositats
L'escultor i dibuixant de Rotterdam Han Rehm (1908-1970) va fer un bust d'Anton Verheij per al "Concertgebouw De Doelen" de Rotterdam. A més d'aquest bust, es va erigir una estàtua en aquesta ciutat per Verheij pel seu mèrit com a artista d'espectacles al "Het Park", prop de l'Euromast. Aquest memorial va ser creat per John Rädecker i representa la mítica figura Orfeu, que feia escoltar sense respir els humans i els animals mentre tocava la seva lira.
Anton Verheij va viure el 1915 a Schiedamsesingel 95a a Rotterdam. Verheij va ser membre del jurat d'un important festival nacional de cantants (més de 1000 cantants) els dies 19 i 20 d'agost de 1889 organitzat pel Cor d'Homes de Nijmegen amb motiu del canvi de segle. El 22 d'abril de 1904 va dirigir "Der 145ste Psalm" de Johannes Verhulst amb l'associació de cant de la MTB i l'Orquestra Municipal d'Utrecht a la gran sala de la "Sociëteit Harmonie de Rotterdam".

## Obra
- Salve Regina: Una antífona a Maria. La Santíssima Verge és honrada en aquesta cançó com a Reina i Mare de Misericòrdia.[9]
- Dies Irae:[10]